# London Sharks FC
Der London Sharks FC ist ein 2008 gegründeter, englischer Floorballverein aus London. Heimstätte des Clubs ist das Barking SportHouse im Londoner Stadtbezirk Barking and Dagenham. Als Trainingsstätten fungieren das Battersea Sports Centre sowie eine weitere Halle in der Westminster Academy.
Die erste Herrenmannschaft des Vereins, die Great White Sharks, sind amtierender Meister und Rekordmeister der English Floorball League. Die zweite Mannschaft, die Hammerhead Sharks, spielen ebenfalls in der höchsten englischen Liga.
2023 hätte der Verein als englischer Meister an der EuroFloorball Challenge teilnehmen können, sagte die Teilnahme jedoch ab. Stattdessen nahm der Cambridge Floorball Club als englischer Vertreter am Wettbewerb teil und verlor alle Vorrundenspiele. 2024 fand, ebenso wie schon 2022, kein europäischer Wettbewerb für Teams außerhalb der Top-4-Nationen statt, so dass die Sharks trotz des gewonnenen Meistertitels nicht in diesem starten konnten. Mit der Teilnahme am EuroFloorball Cup 2025 werden die London Sharks im August 2025 ihr Europapokaldebüt feiern.

## Erfolge

### Great White Sharks
- Meister (4): 2022, 2023, 2024, 2025

### Hammerhead Sharks
- keine Titel